# Cộng hòa Hà Lan
Các tỉnh Thống nhất Hà Lan, hoặc Các tỉnh thống nhất, Các tỉnh liên hiệp (tiếng Hà Lan: Republiek der Zeven Verenigde Nederlanden) hay Cộng hoà Hà Lan Thống nhất, Cộng hoà Bảy Tỉnh Thống nhất (tiếng Hà Lan: Republiek der Zeven Provinciën Verenigde), thường được giới sử học gọi ngắn gọn là Cộng hoà Hà Lan, là một nước cộng hoà liên bang tồn tại từ năm 1588, sau Cách mạng Hà Lan đến năm 1795 sau Cách mạng Batavia. Đây là nhà nước tiền thân của Vương quốc Hà Lan hiện tại và là nhà nước Hà Lan độc lập và thống nhất đầu tiên.
Nước cộng hoà được thành lập sau khi một tỉnh của Hà Lan nổi dậy chống lại sự cai trị của Đế quốc Tây Ban Nha tại thuộc địa Hà Lan thuộc Tây Ban Nha. Các tỉnh đồng lòng đứng cạnh nhau để lập ra một liên minh chống lại Tây Ban Nha vào năm 1579 (Liên minh Utrecht) và tuyên bố độc lập vào năm 1581 qua Đạo luật Abjuration. Lãnh thổ của nhà nước này bao gồm Groningen, Frisia, Overijssel, Gelderland, Utrecht, Holland và Zeeland.
Mặc dù nhà nước liên bang này có diện tích khiêm tốn và dân số chỉ khoảng 1,5 triệu người, nhưng nó lại kiểm soát một mạng lưới các tuyến đường biển thương mại trên toàn thế giới. Thông qua các công ty thương mại của mình, Công ty Đông Ấn Hà Lan (VOC) và Công ty Tây Ấn Hà Lan (GWC), đã tiến hành thành lập một Đế chế thuộc địa của Hà Lan. Thu nhập vô cùng lớn từ thương mại đã giúp Cộng hoà Hà Lan có thể cạnh tranh quân sự được với các nước hùng mạnh ở Châu Âu. Nó có một hạm đội khổng lồ gồm 2.000 tàu, lớn hơn cả các hạm đội của Vương quốc Anh và Vương quốc Pháp cộng lại. Các cuộc xung đột lớn đã xảy ra trong cuộc Chiến tranh Tám Mươi Năm chống lại Đế quốc Tây Ban Nha (từ khi thành lập Cộng hoà Hà Lan cho đến năm 1648), Chiến tranh Hà Lan-Bồ Đào Nha (1602 - 1663), bốn cuộc Chiến tranh Anh-Hà Lan chống lại Vương quốc Anh (1652 - 1654, 1665 - 1667, 1672 - 1674 và 1780 - 1784), Chiến tranh Pháp-Hà Lan (1672 - 1678) và Chiến tranh Chín Năm (1688 - 1697) chống lại Vương quốc Pháp.
Nếu so với các quốc gia đương thời, Cộng hoà Hà Lan khoan dung hơn với các tôn giáo và tư tưởng, cho phép cư dân tự do tư tưởng. Các loại hình nghệ thuật phát triển mạnh mẽ dưới chế độ này, điển hình như các hoạ sĩ Rembrandt, Johannes Vermeer và nhiều nhân vật khác. Cộng hoà Hà Lan cũng là miền đất tốt ươm mầm nên các nhà khoa học như Hugo Grotius, Christiaan Huygens và Antonie van Leeuwenhoek. Bởi vì thương mại, khoa học, quân sự và nghệ thuật của Hà Lan đi đầu và phát triển rực rỡ bậc nhất thế giới trong phần lớn thế kỷ XVII, thời kỳ này được Lịch sử Hà Lan gọi là Thời kỳ hoàng kim Hà Lan.
Nước cộng hoà được tạo ra từ một liên minh của các tỉnh, vì thế mỗi tỉnh có mức độ độc lập cao với Hội đồng liên bang, được gọi là States General. Trong Hòa ước Westphalia (1648), nước cộng hoà đã giành được thêm 20% lãnh thổ, nằm bên ngoài Hà Lan, được cai trị trực tiếp bởi chính phủ trung ướng gọi là Vùng đất Chung. Mỗi tỉnh được lãnh đạo bởi một quan chức được gọi là Stadtholder (tiếng Hà Lan có nghĩa là người quản lý); Vị trí này dành cho bất kỳ ai, nhưng hầu hết ở các tỉnh đều bổ nhiệm người của Nhà Orange. Vị trí này dần trở thành cha truyền con nối, với việc Hoàng thân Orange đồng thời nắm giữ hầu hết hoặc tất cả các chức tước cấp cao nhất, khiến người Nhà Orange trở thành Nguyên thủ quốc gia. Điều này đã tạo ra sự căng thẳng giữa các phe phái chính trị, gây ra bất ổn quốc gia và chấm dứt địa vị Cường quốc của Hà Lan.

## Lịch sử
Cho đến thế kỷ XVI, Các quốc gia vùng đất thấp—tương ứng với Hà Lan, Bỉ và Luxembourg ngày nay—bao gồm một số công quốc, bá quốc và giáo phận vương quyền, hầu hết tất cả đều nằm dưới quyền tối cao của Đế chế La Mã thần thánh, ngoại trừ Bá quốc Flanders, phần lớn thuộc Vương quốc Pháp.
Hầu hết Vùng đất thấp nằm dưới sự cai trị của Nhà Burgundy và sau đó là thuộc Nhà Habsburg. Năm 1549, Hoàng đế La Mã Thần thánh Karl V ban hành Lệnh trừng phạt thực dụng, tiếp tục thống nhất Mười bảy tỉnh dưới sự cai trị của ông. Karl được kế vị bởi con trai ông, Philip II của Tây Ban Nha. Năm 1568, các tỉnh Hà Lan, do William I xứ Orange lãnh đạo, cùng với Philip de Montmorency, Bá tước xứ Hoorn, và Lamoral, Bá tước xứ Egmont nổi dậy chống lại Philip II vì thuế cao, chính phủ đàn áp người Tin lành và nỗ lực hiện đại hóa của Philip và tập trung hóa các cấu trúc chính quyền trung cổ được phân cấp của các tỉnh. Đây là sự khởi đầu của Chiến tranh Tám mươi năm. Trong giai đoạn đầu của cuộc chiến, cuộc nổi dậy phần lớn không thành công. Tây Ban Nha giành lại quyền kiểm soát hầu hết các tỉnh nổi dậy. Giai đoạn này được gọi là "Cơn thịnh nộ của người Tây Ban Nha" do số lượng lớn các vụ thảm sát, các trường hợp cướp bóc hàng loạt và sự phá hủy hoàn toàn nhiều thành phố, đặc biệt là Antwerp trong khoảng thời gian từ 1572 đến 1579.
Năm 1579, một số tỉnh phía Bắc của Vùng đất thấp đã ký kết Liên minh Utrecht, trong đó họ cam kết sẽ hỗ trợ lẫn nhau trong việc phòng thủ chống lại Quân đội Flanders. Tiếp theo là Đạo luật Abjuration vào năm 1581, tuyên bố độc lập của các tỉnh khỏi sự cai trị của Philip II. Chủ nghĩa thực dân Hà Lan bắt đầu vào thời điểm này, vì Hà Lan đã có thể đánh chiếm một số thuộc địa của Bồ Đào Nha và Tây Ban Nha, đặc biệt là ở khu vực Châu Á-Thái Bình Dương. Sau vụ ám sát William xứ Orange vào ngày 10 tháng 7 năm 1584, cả Henri III của Pháp và Elizabeth I của Anh đều từ chối các đề nghị về chủ quyền. Tuy nhiên, sau này đã đồng ý biến Các tỉnh thống nhất thành một lãnh thổ bảo hộ của Anh (Hiệp ước Nonsuch, 1585), và cử Bá tước xứ Leicester làm thống đốc. Điều này đã không thành công và vào năm 1588, các tỉnh đã trở thành một liên minh. Liên minh Utrecht được coi là nền tảng của Cộng hòa Bảy tỉnh Thống nhất, không được Tây Ban Nha công nhận cho đến Hòa ước Westphalia năm 1648.

## Chính trị

Các tỉnh Thống nhất, với Drenthe và Các vùng đất chung

Nước cộng hoà Hà Lan là một liên minh của 7 tỉnh, mỗi tỉnh đều có chính phủ riêng và rất độc lập. Ngoài ra nước cộng hoà còn được quản lý một số lãnh thổ nằm ngoài gọi là Vùng đất chung/Generality Lands, được quản lý trực tiếp bởi chính phủ trung ương của Hà Lan. Cơ quan cao nhất của nhà nước là States General, nơi tập trung các đại diện từ 7 tỉnh, trụ sở được đặt tại The Hague. Các tỉnh của nước cộng hoà, theo thứ tự phong kiến chính thức:
1. Công quốc Guelders
2. Bá quốc Holland
3. Bá quốc Zeeland
4. Lãnh địa Utrecht
5. Lãnh địa Overijssel
6. Lãnh địa Frisia
7. Lãnh địa Groningen

Trên thực tế Công hoà Hà Lan có tỉnh thứ tám, đó là Bá quốc Drenthe, nhưng lãnh thổ này vô cùng nghèo, đến mức nó được miễn nộp thuế liên bang, do đó tỉnh này không có người đại diện trong States General. Mỗi tỉnh được quản lý bởi chính quyền tỉnh, đứng đầu bởi một quan chức hành pháp, chức danh này được gọi là raadspensionaris. Trong thời chiến, stadtholder có nhiều quyền lực hơn những raadspensionaris.
Về lý thuyết, các stadtholder được bầu chọn một cách độc lập bởi các tỉnh, tuy nhiên, thực tế thì các Thân vương xứ Orange thuộc Nhà Orange-Nassau, bắt đầu từ thời William the Silent, luôn được chọn vào ghế Stadtholder của hầu hết các tỉnh. Zeeland và Utrecht thường có cùng stadtholder với Holland. Có một cuộc tranh giành quyền lực liên tục giữa phe Orangists, những người ủng hộ các thế hệ của Thân vươn xứ Orange và phe Cộng hòa, những người ủng hộ Tướng quốc (States General), với hy vọng thay đổi bản chất chính thể "cha truyền con nối" sang cơ cấu cộng hoà thực sự.
Sau Hòa ước Westfalen, một số lãnh thổ ở biên giới Hà Lan-Đức đã được giao lại cho Cộng hoà Hà Lan. Những lãnh thổ này được quản lý bởi Generality Lands (Các vùng đất chung). Đó là Staats-Brabant, Staats-Vlaanderen, Staats-Overmaas, và (sau Hiệp ước Utrecht) Staats-Opper-Gelre. Tướng quốc (States General) của Cộng hoà Hà Lan thuộc quyền kiểm soát của Công ty Đông Ấn Hà Lan và Công ty Tây Ấn Hà Lan, nhưng một số cuộc thám hiểm vận tải biển đã được khởi xướng bởi một số tỉnh, chủ yếu là Holland và Zeeland.
Những nhà lập quốc Hoa Kỳ đã ảnh hưởng từ Hiến pháp của Cộng hòa Hà Lan, điều này thế hiện trong Hiến pháp Hoa Kỳ. Tuy nhiên, ảnh hưởng như vậy có vẻ mang tính chất tiêu cực, như James Madison mô tả Liên minh Hà Lan thể hiện "Sự yếu kém trong chính phủ; sự bất hòa giữa các tỉnh; ảnh hưởng của nước ngoài và sự thù địch; tồn tại bấp bênh trong hòa bình và những tai họa đặc biệt từ chiến tranh". Ngoài điều này ra, Tuyên ngôn Độc lập của Mỹ tương tự như Đạo luật Hủy bỏ, về cơ bản là tuyên bố độc lập của Các Tỉnh Thống nhất, nhưng bằng chứng cụ thể cho thấy cái sau ảnh hưởng trực tiếp đến cái trước là không có.

## Kinh tế

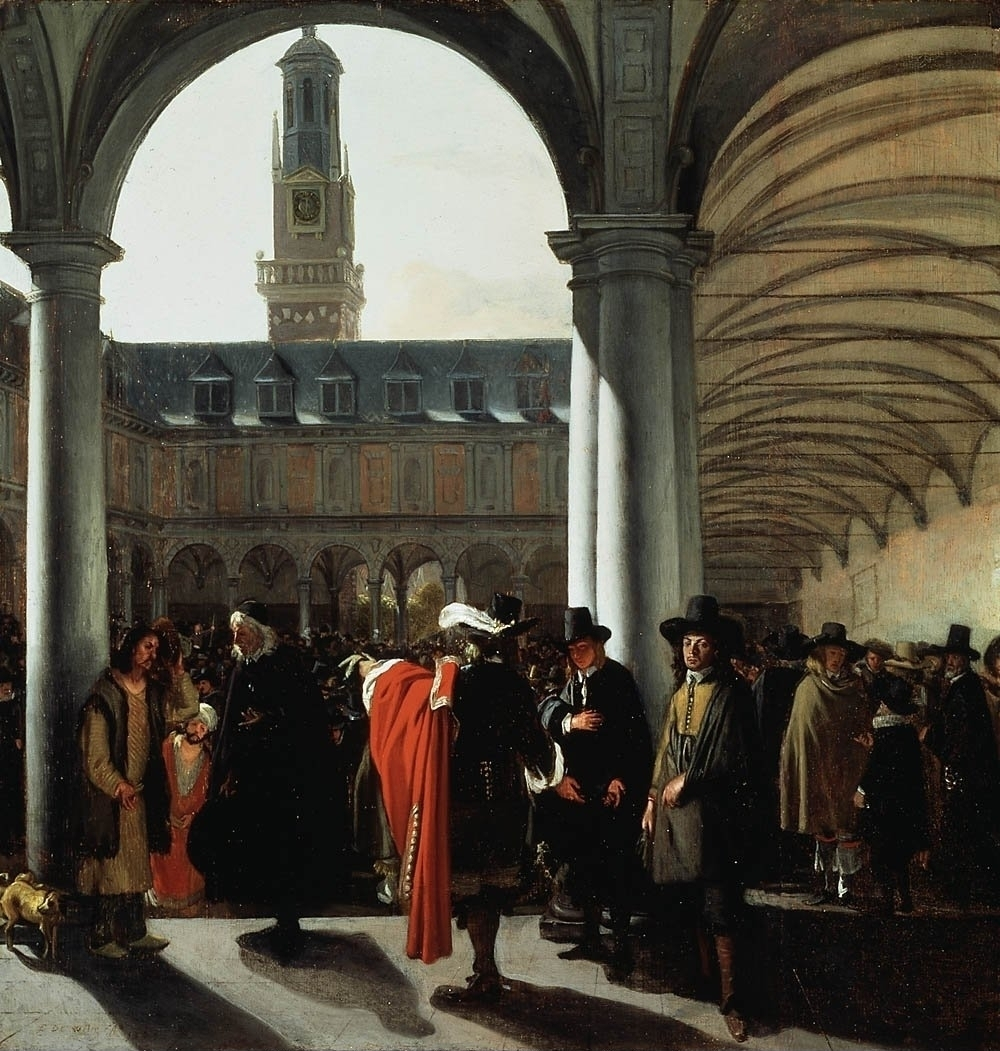
Sân giao dịch chứng khoán Amsterdam, 1653

Trong Thời kỳ hoàng kim Hà Lan vào thế kỷ XVI và XVII, Cộng hoà Hà Lan thống trị nền thương mại toàn cầu, chinh phục các vùng đất ngoài châu Âu để tạo lập nên một thuộc địa rộng lớn cũng như vận hành đội tàu buôn lớn nhất thế giới. Lãnh thổ của 7 tỉnh Hà Lan được xem là khu vực giàu có nhất và đô thị hoá nhanh nhất thế giới thời bấy giờ. Năm 1650, dân số thành thị của Cộng hoà Hà Lan tính theo phần trăm tổng dân số là 31,7%, trong khi đó của Hà Lan thuộc Tây Ban Nha là 20,8%, của Bồ Đào Nha là 16,6% và của Ý là 14%.
Tinh thần thương mại tự do vào thời điểm đó được tăng cường nhờ sự phát triển của thị trường chứng khoán hiện đại. Hà Lan có sàn giao dịch chứng khoán lâu đời nhất trên thế giới, được thành lập vào năm 1602 bởi Công ty Đông Ấn Hà Lan, trong khi Rotterdam có sàn giao dịch lâu đời nhất Hà Lan.
Hà Lan được ví như Florence trong thế kỷ XIV về những hoạt động tài chính và ngân hàng. Khi Nam Âu đang trải qua mùa màng thất bát, lượng ngũ cốc dư thừa của Ba Lan đã được thương nhân Hà Lan mua lại và bán đi với giá cao ngất trời.

## Tiền tệ
Sau khi nền cộng hòa liên hiệp được thành lập, năm 1659 các tỉnh của Hà Lan bắt đầu cho đúc tiền để thay cho đồng tiền của Hà Lan thuộc Tây Ban Nha, những xu bạc này gọi là ducaton, vấn đề đúc tiền được tự chủ và độc lập bởi các tỉnh. Tuy mẫu tiền ducaton giống nhau với mặt trước của xu là "Hiệp sĩ cưỡi ngựa" và mặt sau là quốc huy của Công hòa Hà Lan nhưng phía dưới hình tượng Hiệp sĩ cưỡi ngựa sẽ có "huy hiệu" của tỉnh đúc xu.
Ducaton bạc Hà Lan được xem là loại tiền tệ dùng để thanh toán trong thương mại quốc tế thời bấy giờ, cạnh tranh với xu bạc Đô la Tây Ban Nha và Thaler Maria Theresa của Đế quốc La Mã Thần thánh. Nhưng ducaton có phần lợi thế hơn vì tỷ lệ bạc trong xu lên đến 94,1% và trọng lượng xu lên đến 32,779 gam. Xu bạc ducaton Hà Lan được đúc cho đến năm 1798. Trong giai đoạn 1726 - 1751, những xu bạc ducaton mặt sau đều đúc biểu tượng của Công ty Đông Ấn Hà Lan.

### Danh sách các mẫu xu bạc 1 ducaton được đúc tại các tỉnh

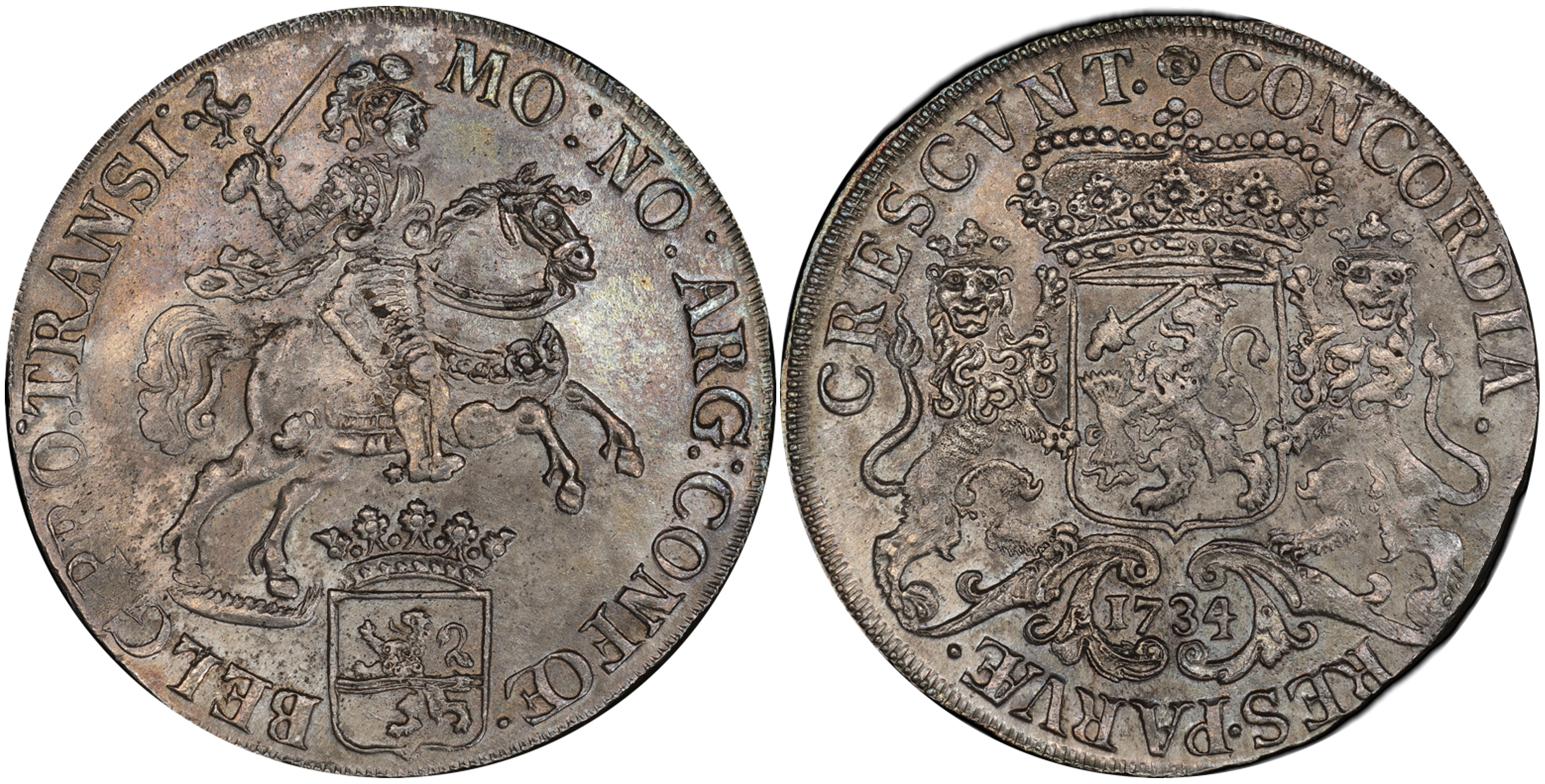
1 ducaton Cộng hòa Hà Lan, được đúc tại tỉnh Overijssel - 1734
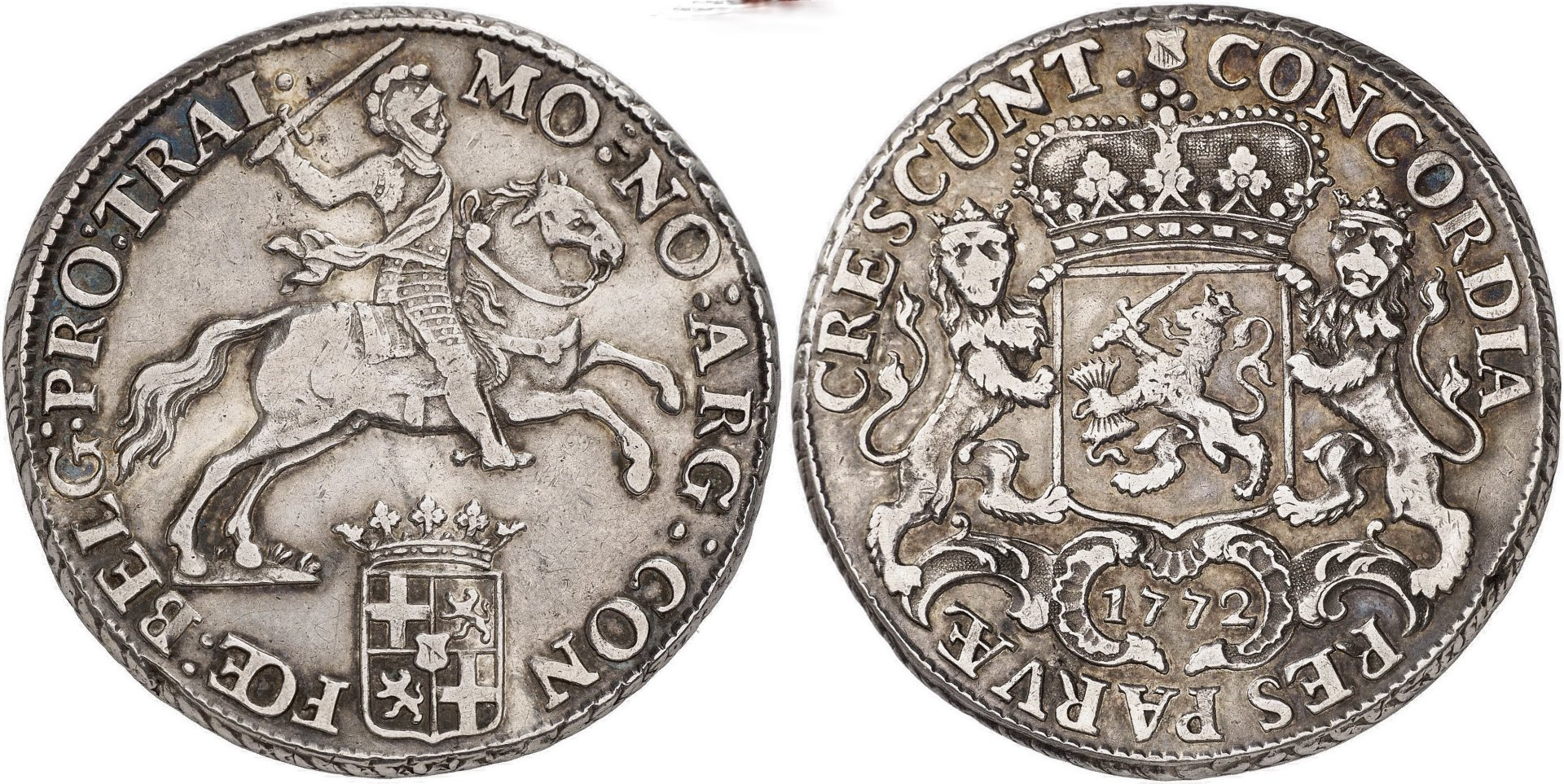
1 ducaton Cộng hòa Hà Lan, được đúc tại tỉnh Utrecht - 1772
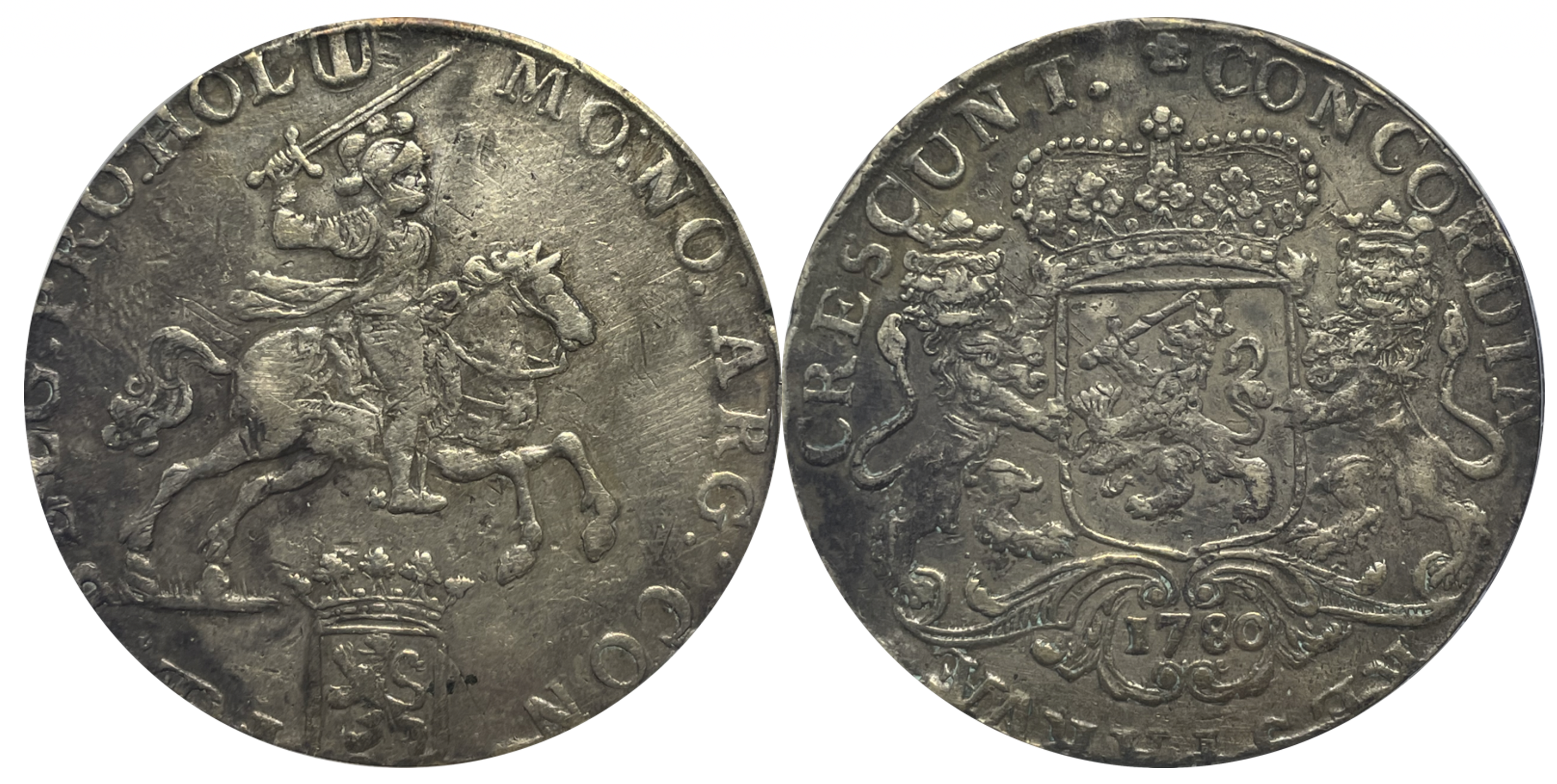
1 ducaton Cộng hoà Hà Lan, được đúc tại tỉnh Holland - 1780
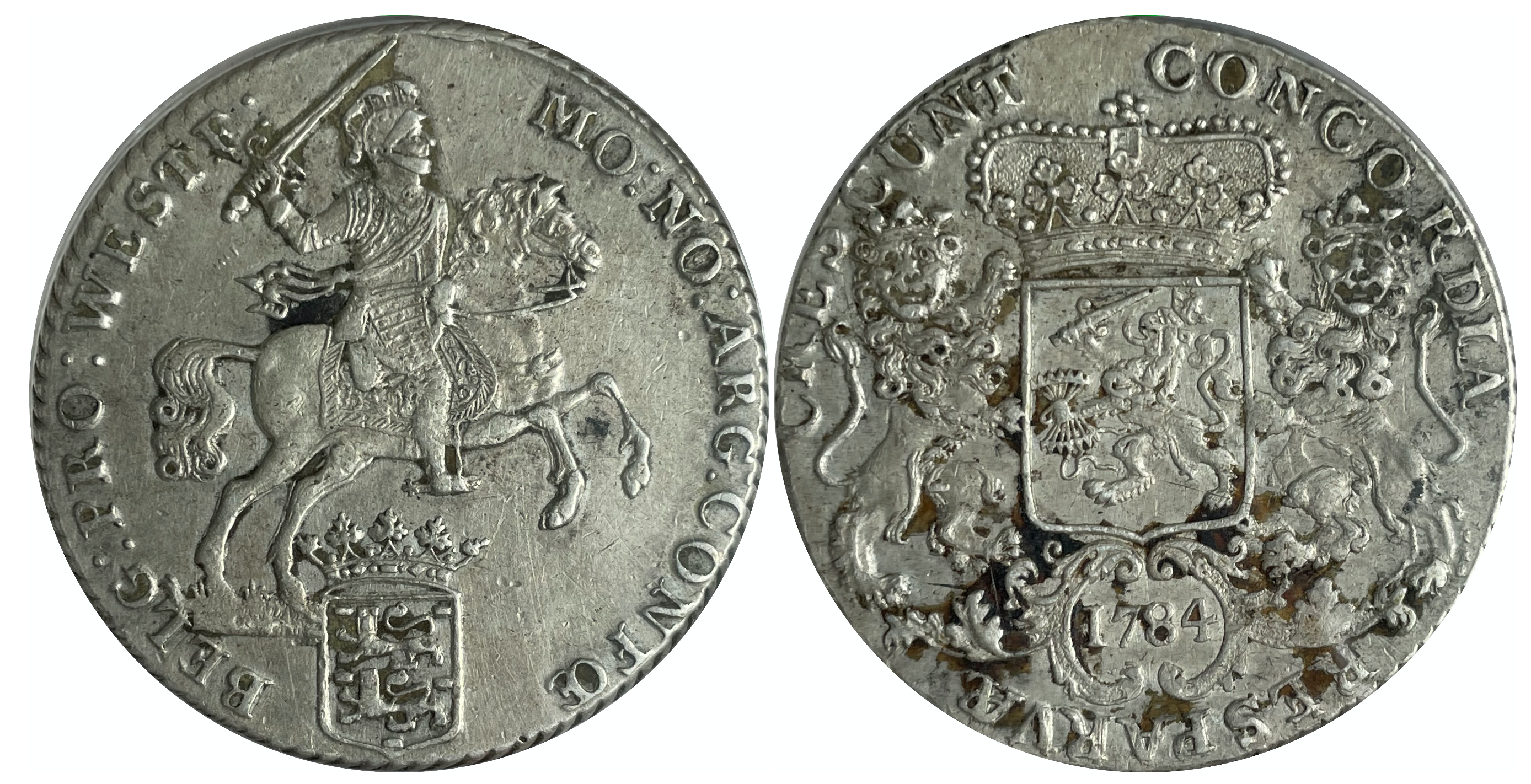
1 ducaton Cộng hòa Hà Lan, được đúc tại tỉnh Friesland - 1784
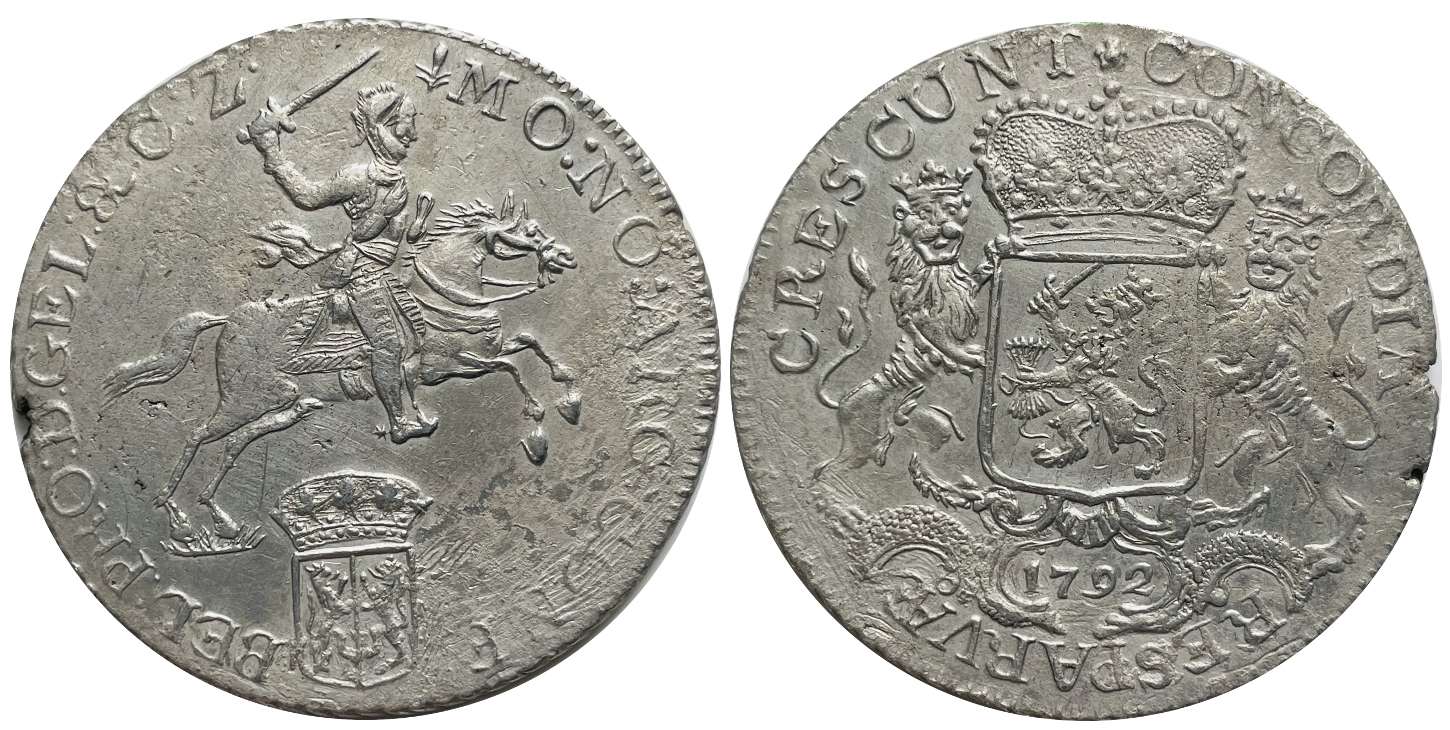
1 ducaton Cộng hòa Hà Lan, được đúc bởi tỉnh Gelderland - 1792